# Dutch Dehnert
Henry George „Dutch” Dehnert Jr (ur. 5 kwietnia 1898 w Nowym Jorku, zm. 20 kwietnia 1979 tamże) – amerykański koszykarz, występujący na pozycji obrotowego (obecnie środkowego) w zespołach niezależnych oraz lidze ABL, członek Koszykarskiej Galerii Sław im. Jamesa Naismitha, po zakończeniu kariery zawodniczej trener koszykarski.

## Życiorys
W tamtych czasach zawodnicy mogli jednocześnie występować w kilku różnych zespołach.
Pod koszem dominował do tego stopnia, iż ze względu na jego grę oraz kilku innych dominujących obrotowych wprowadzono w 1936 regułę trzech sekund.
W jednym z sezonów rozegrał 205 spotkań w barwach Original Celtics, kończąc rozgrywki z rezultatem 193-11-1.
Był wujem zawodnika Providence Steamrollers – Reda Dehnerta.
Jego żoną była Anna Geier (1899–1996). Mieli wspólnie dwie córki i syna.
Zmarł na atak serca w 1979, w wieku 81 lat.

## Osiągnięcia
Zawodnicze
- Mistrz:
  - American Basketball League (ABL – 1927–1930)
  - Pennsylvania State Basketball League (PSL – 1920, 1921)
- Wybrany do Koszykarskiej Galerii Sław im. Jamesa Naismitha (Naismith Memorial Basketball Hall Of Fame – 1969)

Trenerskie
- Mistrzostwo World Professional Basketball Tournament z Detroit Eagles (1941)
- Wicemistrzostwo NBL z Sheboygan Redskins (1945)